# روني فرازير
روني فرازير (بالإنجليزية: Ronnie Fraser)‏ هو كاتب وصحفي وسياسي بريطاني، ولد في 3 فبراير 1929، وتوفي في 4 مارس 2010.